# Протопопов, Дмитрий Дмитриевич
Дми́трий Дми́триевич Протопо́пов (2 [14] ноября 1865, Санкт-Петербург — 1934) — земский деятель, депутат Государственной думы I созыва от Самарской губернии

## Биография
Потомственный дворянин; родился 2 (14) ноября 1865 года в семье действительного статского советника Дмитрия Степановича Протопопова.
Окончил петербургскую Ларинскую гимназию (1884), затем Петербургский университет. В 1895—1899 годы состоял под гласным надзором полиции, выслан в Финляндию на 3 года за пропаганду среди крестьян. Автор статей о Финляндии в Энциклопедическом словаре издателей Брокгауза и Ефрона.
Землевладелец, имел суконную фабрику в селе Румянцево Корсунского уезда Симбирской губернии. Гласный Николаевского уездного и Самарского губернского земств. Публицист и издатель. Издавал журналы «Земское дело» и «Городское дело», финансировал газету «Русская молва». Член «Союза освобождения» и Конституционно-демократической партии. 11 января 1906 кооптирован в состав её Центрального комитета кадетской партии. С марта 1907 входил в Исполнительную комиссию, выделенную из состава ЦК для руководства внепарламентской деятельностью, с того же времени секретарь Санкт-Петербургского городского комитета конституционно-демократической партии.
Был избран 26 марта 1906 года в Государственную думу I созыва от общего состава выборщиков Самарского губернского избирательного собрания. Входил в Конституционно-демократическую фракцию. Секретарь 7-го отдела Государственной думы. Член комиссии по исполнению государственной росписи доходов и расходов и аграрной комиссии. Подписал законопроект «42-х» по аграрному вопросу, законопроект «О гражданском равенстве» и законопроект «О собраниях». Выступал в прениях по ответному адресу, о привлечении к уголовной ответственности Г. К. Ульянова, по докладу Аграрной комиссии.
После роспуска думы, 10 июля 1906 года в Выборге подписал «Выборгское воззвание» и был осуждён по ст. 129, ч. 1, п. п. 51 и 3 Уголовного Уложения, приговорён к 3 месяцам тюрьмы и лишён права быть избранным.

### После февраля 1917
После Февральской революции 1917 помощник комиссара над статс-секретариатом по делам Великого княжества Финляндского Ф. И. Родичева. 19—20 июля 1917 на заседании ЦК конституционно-демократической партии настаивал на твёрдости по отношению к Советам, считая, что можно идти на выход социалистов из Временного правительства. В августе 1917 на заседании ЦК поддержал идею военной диктатуры. Выдвинут кандидатом в члены Учредительного собрания от Петрограда. 3 октября 1917 года вошёл в состав Временного совета Российской республики (Предпарламента).

### После октября 1917
В 1917 — служил в Московском Народном Банке, в 1918 — в кооперативном отделе Центрального Управления Народного Банка (ЦУНБ), специалист по кооперации и рационализации. Член Финансово-экономического совета Комитета государственных сооружений (КГС, Комгосоор). Председатель Особого Совещания при «Кооператопе».
В ночь на 30 августа 1919 — арестован Московской ЧК по обвинению в участии в «Тактическом центре» и заключён в Бутырскую тюрьму. 6 сентября 1919 года А. М. Горький обратился к В. И. Ленину по поводу арестованных по этому делу и делу Национального центра. Он передал письмо через президента Военно-медицинской академии анатома В. Н. Тонкова, хлопотавшего в Москве об арестованных профессорах. Горький писал: «Мы, спасая свою шкуру, режем голову народа, уничтожаем его мозг».
Ответ Ленина широко известен, он писал: «Какое бедствие, подумаешь! Какая несправедливость! Несколько дней или хотя бы даже недель тюрьмы интеллигентам для предупреждения избиения десятков тысяч рабочих и крестьян! […] На деле это не мозг, а г..но». При этом Ленин отмечал, что ещё до получения письма Горького ЦК назначил «Каменева и Бухарина для проверки ареста буржуазных интеллигентов околокадетского типа и для освобождения кого можно. Ибо для нас ясно, что и тут ошибки были. Ясно и то, что в общем мера ареста кадетской (и околокадетской) публики была необходима и правильна».
19 сентября 1919 в ВЧК обратилось руководство Центрального Управления Народного Банка с ходатайством, где сказано, что «отсутствие такого специалиста [как Д. Д. Протопопов] […] может повлечь за собою непоправимый вред». 20 сентября 1919 в Московскую ЧК обратилось руководство Комитета государственных сооружений, в этом обращении было сказано, что «Д. Д. Протопопов […] является незаменимым сотрудником, и отсутствие его сильно дезорганизует работу». На ходатайстве пометы секретаря от 25 сентября, среди них запись: «Л. Б. Каменев категорически обещал мне, что Д. Д. Пр[отопопов] будет освобожден».
25 сентября в Президиум Московской ЧК обратился Политический Красный Крест с просьбой об освобождении Протопопова и, подтверждая согласие сотрудника Следственного Отдела ВЧК А. Гойхбарга, со взятием Д. Д. Протопопова на поруки.
16—20 мая 1920 г. на процессе по делу «Тактического центра» в Верховном революционном трибунале, проходившем в Политехническом музее в Москве под председательством заместителя председателя ВЧК И. К. Ксенофонтова Д. Д. Протопопов признан виновным «в участии и сотрудничестве в контрреволюционных организациях, поставивших себе целью ниспровержение диктатуры пролетариата, уничтожение завоеваний Октябрьской революции и восстановление диктатуры путём вооружённого восстания и оказания всемерной поддержки Деникину, Колчаку, Юденичу и Антанте». В числе других 19 обвиняемых Протопопов приговорён к расстрелу. Однако суд принял во внимание «более или менее полное раскаяние, искреннее желание работать с советской властью, а также решительное осуждение вооружённых белогвардейских выступлений и интервенции» и заменил расстрел на условное тюремное заключение сроком на 5 лет.
В конце 1930 года Протопопов работал экономистом в каком-то из советских учреждений. 21 ноября 1930 — арестован в Ленинграде по групповому делу, обвинялся в «организации поддержки интервенции». 23 июля 1931 года приговорён Комиссией ОГПУ по обвинению в статьях 58-4, 58-7, 58-11 УК РСФСР к 5 годам концлагеря с заменой на тот же срок ссылкой на Урал. С 26 августа по 21 сентября находился в тюремной больнице в «Крестах». 22 июля 1931 — Д. Д. Протопопову было разрешено остаться в Ленинграде. 21 сентября 1931 — отправлен в Москву и заключён в Бутырскую тюрьму. 2 января 1932 — по ходатайству Политического Красного Креста приговор был признан условным, ему было разрешено свободное проживание, но 22 апреля неожиданно было предложено немедленно выехать в Свердловск. 22 июля 1932 — Помполитом (помощь политзаключённым) было передано Д. Д. Протопопову официальное разрешение на проживание в дальнейшем в Ленинграде. (По этому делу реабилитирован 18 сентября 1989 г.)
Видимо, был позже снова арестован, так как сообщалось, что в 1934 году Д. Д. Протопопов скончался в тюрьме.

## Адреса
- 1919 г. — Москва, Афанасьевский пер., д. 29[6].
- 1930 г. — Ленинград, наб. Карповки д. 19 кв. 19[13].

## Семья
У Д. Д. Протопопова было три дочери: библиотекарь Института изучения профессиональных заболеваний; архитектор, служащая в Государственном Институте по проектированию городов и инженер Государственного Физико-Технологического института. Одна из них Вера Дмитриевна Протопопова, родившаяся 20 сентября 1907 года — дочь Веры Николаевны (Клица?).